# Simone Cristicchi

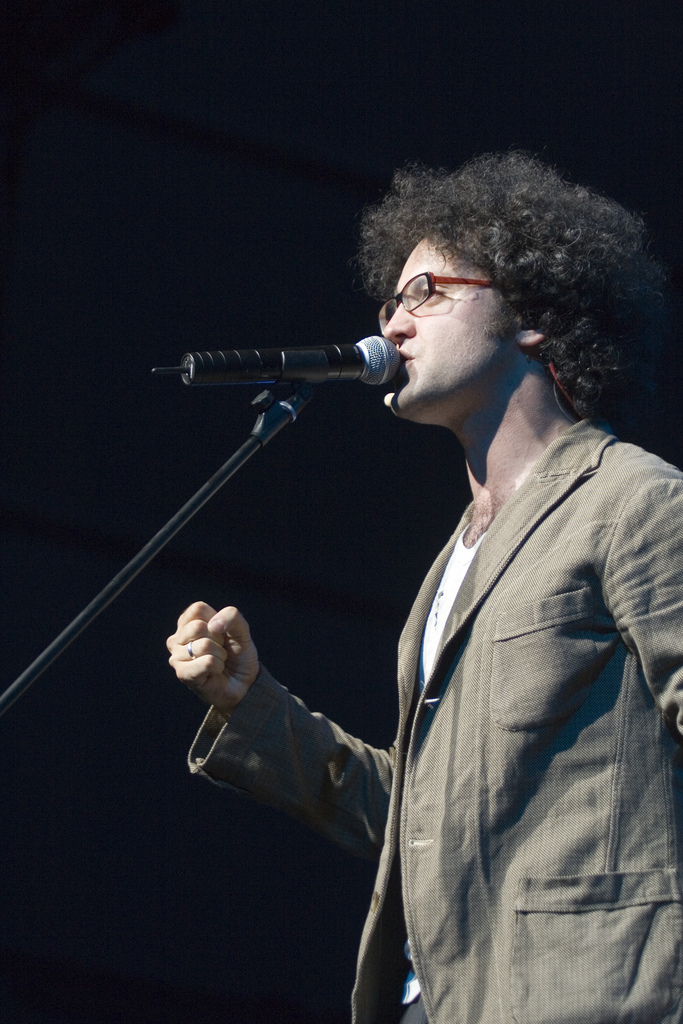
Simone Cristicchi im Jahr 2007

Simone Cristicchi (* 5. Februar 1977 in Rom) ist ein italienischer Cantautore, Theaterschauspieler und Schriftsteller. Neben seiner musikalischen Karriere, die er Anfang der 2000er-Jahre begann, verfasst und inszeniert er Theaterstücke und veröffentlicht regelmäßig Bücher.

## Karriere
Cristicchi wurde im römischen Stadtteil Tuscolano geboren, nicht weit von den Cinecittà-Studios. Früh interessierte er sich für das Comiczeichnen (er lernte bei Benito Jacovitti) und die Musik. Mit 21 Jahren begann er seine Karriere, produziert von Franco Migliacci. 2003 gewann er in Crotone den „Silbernen Zylinder“ für neue Liedermacher im Rahmen des Rino Gaetano gewidmeten Festivals Una casa per Rino. Schließlich unterschrieb er 2005 einen Plattenvertrag mit Sony BMG und veröffentlichte seine erste Single Vorrei cantare come Biagio. Das Lied über die Schwierigkeiten eines Newcomers, sich in der Musikindustrie zurechtzufinden, mit Seitenhieben auf Biagio Antonacci, war besonders im Radio ein beachtlicher Erfolg.
Für dieses Debüt gewann Cristicchi eine Reihe von Preisen: den Premio Musicultura, einen Premio Giorgio Gaber, einen Premio Carosone und einen Premio Renzo Bigi Barbieri. Es folgten die Single Studentessa universitaria und endlich das Album Fabbricante di canzoni, das von Musica e dischi als bestes Debütalbum des Jahres ausgezeichnet wurde. Mit La bella gente ging der Musiker beim Sanremo-Festival 2006 in der Newcomer-Kategorie ins Rennen, wo ihm Platz zwei seiner Kategorie und insgesamt der Einzug unter die besten Acht gelang. Schon 2007 kehrte er nach Sanremo zurück und holte mit Ti regalerò una rosa den Sieg in der Hauptkategorie. Außerdem wurde er mit dem Kritikerpreis ausgezeichnet.
Nach dem Sanremo-Sieg veröffentlichte Cristicchi das zweite Album Dall’altra parte del cancello (2007), begleitet von einem gleichnamigen Dokumentarfilm über ehemalige italienische Irrenanstalten. 2008 trat er am dritten Abend des Sanremo-Festivals an der Seite von Frankie Hi-NRG MC auf, 2009 ging er mit dem Vokalensemble Coro dei Minatori di Santa Fiora auf Tournee und 2010 kehrte er mit Meno male als Teilnehmer zum Festival zurück. Im Anschluss erschien das dritte Album Grand Hotel Cristicchi. Auch 2013 nahm Cristicchi wieder am Sanremo-Festival teil, wo er La prima volta (che sono morto) und Mi manchi präsentierte. Es folgte das Album Album di famiglia.
Ab 2017 war er Leiter (direttore) des Teatro Stabile d’Abruzzo. Beim Sanremo-Festival 2018 trat Cristicchi am vierten Abend zusammen mit Ermal Meta und Fabrizio Moro und deren späterem Siegerlied Non mi avete fatto niente auf. Im Jahr darauf kehrte er selbst zum Festival zurück und erreichte mit Abbi cura di me den fünften Platz. Beim Sanremo-Festival 2025 erreichte er mit Quando sarai piccola erneut den fünften Platz.

## Diskografie

### Alben
| Jahr | Titel Musiklabel                       | Höchstplatzierung, Gesamtwochen, AuszeichnungChartsChartplatzierungen (Jahr, Titel, Musiklabel, Platzierungen, Wochen, Auszeichnungen, Anmerkungen) | Anmerkungen                            |
| Jahr | Titel Musiklabel                       | IT | Anmerkungen                            |
| ---- | -------------------------------------- | --- | -------------------------------------- |
| 2005 | Fabbricante di canzoni Sony BMG        | IT45 (8 Wo.)IT | inkl. edizione Sanremo 2006            |
| 2007 | Dall’altra parte del cancello Sony BMG | IT11 (22 Wo.)IT |                                        |
| 2010 | Grand Hotel Cristicchi Sony            | IT31 (8 Wo.)IT |                                        |
| 2013 | Album di famiglia Sony                 | IT23 (7 Wo.)IT | Erstveröffentlichung: 14. Februar 2013 |
| 2019 | Abbi cura di me Sony                   | IT18 (6 Wo.)IT | Erstveröffentlichung: 8. Februar 2019  |
| 2025 | Dalle tenebre alla luce Sony           | — | Erstveröffentlichung: 14. Februar 2025 |

Weitere Alben
- Cose dell’altro mondo (Soundtrack, 2011)

### Singles
| Jahr | Titel Album                                               | Höchstplatzierung, Gesamtwochen, AuszeichnungChartsChartplatzierungen (Jahr, Titel, Album, Platzierungen, Wochen, Auszeichnungen, Anmerkungen) | Anmerkungen                                                              |
| Jahr | Titel Album                                               | IT | Anmerkungen                                                              |
| ---- | --------------------------------------------------------- | --- | ------------------------------------------------------------------------ |
| 2005 | Vorrei cantare come Biagio Fabbricante di canzoni         | IT18 (19 Wo.)IT |                                                                          |
| 2005 | Studentessa universitaria Fabbricante di canzoni          | IT27 (9 Wo.)IT |                                                                          |
| 2006 | Senza Fabbricante di canzoni                              | IT46 (2 Wo.)IT |                                                                          |
| 2006 | Che bella gente Fabbricante di canzoni (edizione Sanremo) | IT35 (4 Wo.)IT |                                                                          |
| 2007 | Ti regalerò una rosa Dall’altra parte del cancello        | IT3 (17 Wo.)IT | Platz 1 (11 Wochen) der Downloadcharts                                   |
| 2007 | L’Italia di Piero Dall’altra parte del cancello           | — | Platz 35 (5 Wochen) der Downloadcharts                                   |
| 2010 | Meno male Grand Hotel Cristicchi                          | IT9 (6 Wo.)IT |                                                                          |
| 2013 | La prima volta (che sono morto) Album di famiglia         | IT26 (3 Wo.)IT |                                                                          |
| 2013 | Mi manchi Album di famiglia                               | IT72 (2 Wo.)IT |                                                                          |
| 2019 | Abbi cura di me                                           | IT13 (4 Wo.)IT | Erstveröffentlichung: 6. Februar 2019                                    |
| 2025 | Quando sarai piccola Dalle tenebre alla luce              | IT16 (5 Wo.)IT | Erstveröffentlichung: 12. Februar 2025 Beitrag zum Sanremo-Festival 2025 |

## Bibliografie
- Centro di igiene mentale – Un cantastorie tra i matti. Mondadori, Mailand 2007, ISBN 978-88-04-56422-5.
- Li Romani in Russia – Racconto di una guerra a millanta mila miglia. Rizzoli Lizard, Mailand 2010, ISBN 978-88-17-04582-7.
- Dialoghi incivili. (mit Massimo Bocchia) Elèuthera, Mailand 2010, ISBN 978-88-89490-93-8.
- Santa Fiora Social Club: cantare di miniera, amore, vino e anarchia con il Coro dei Minatori di Santa Fiora. Rizzoli, Mailand 2011, ISBN 978-88-17-04803-3.
- Mio nonno è morto in guerra. Mondadori, Mailand 2012, ISBN 978-88-04-61770-9.
- Magazzino 18. Mondadori, Mailand 2014, ISBN 978-88-04-63855-1.
- Il secondo figlio di Dio – Vita e morte di David Lazzaretti, l’ultimo eretico. Mondadori, Mailand 2016, ISBN 978-88-04-66438-3.

## Belege
1. ↑  Stefano Dascoli: Tsa, Simone Cristicchi è il nuovo direttore. In: IlMessaggero.it. Caltagirone, 21. November 2017, abgerufen am 6. März 2018 (italienisch).
2. ↑  Alben von Simone Cristicchi. In: Italiancharts.com. Hung Medien, abgerufen am 6. März 2018.
3. ↑  Chartquellen (Singles): 
  - Guido Racca & Chartitalia: Top 100 FIMI Singoli. Lulu, 2013, S. 82, 173.
  - Archivio classifiche Top Singoli. FIMI, abgerufen am 6. März 2018 (italienisch).

| Personendaten    | Personendaten                                                    |
| ---------------- | ---------------------------------------------------------------- |
| NAME             | Cristicchi, Simone                                               |
| KURZBESCHREIBUNG | italienischer Cantautore, Theaterschauspieler und Schriftsteller |
| GEBURTSDATUM     | 5. Februar 1977                                                  |
| GEBURTSORT       | Rom                                                              |